# Jolle (Sängerin)
Jolle (eigentlich Julia Pettke) ist eine deutsche Popsängerin und Rapperin.

## Leben
Julia Pettke wuchs in Herford, Nordrhein-Westfalen auf und studierte in Bielefeld. Sie hat polnische Wurzeln. Nach der Schule arbeitete sie für eine Werbeagentur in Hamburg. Sie wurde nach einer After-Work-Karaoke-Party auf der Hamburger Reeperbahn entdeckt. Ein paar Tage später nahm sie erste Songs im Agentur-eigenen Tonstudio auf. 2022 veröffentlichte sie erste Songs, noch mit englischen Texten im Lana-del-Rey-Stil. Der Künstlername stammt von ihrem Spitznamen.
Mit deutschen Texten und einem Wechsel zum Urban-Pop kam sie ins Umfeld von 365xx, wo ihre Debüt-EP Diffus erschien. 2024 kam sie auf die Hotlist der New Music Awards. 2024 trat sie beim Reeperbahn Festival auf. Im gleichen Jahr erschien ihre zweite EP Stunde Null, die sie ohne Plattenfirma veröffentlichte. Mit Oli P veröffentlichte sie die Single Dejavu. In die Charts kamen die Singles Alle Märchen sind gelogen und Märchenwald, letztere mit Rapper Cro.

## Musikstil
Jolle kombiniert Elektronische Musik, Techno-Pop und Rap.

## Diskografie

### EPs
- 2023: diffus (365xx)
- 2024: Stunde Null (Selbstveröffentlichung)
- 2025: petrichor acoustics

### Singles
- 2022: Egal (mit Raumfisch)
- 2022: Reparatur (mit LOT und David Friedrich)
- 2022: Paradies Allein (mit Darwin Miller)
- 2023: Alles anders (mit vini baby)
- 2023: Große Freiheit
- 2023: Grundrauschen
- 2023: Schwarzes Wasser
- 2023: Silvester
- 2023: Leeres Statement
- 2024: Laster
- 2024: Parisienne
- 2024: Leergetanzt (mit Stanovsky)
- 2024: Wir gehen rein
- 2024: Richtung Untergang (mit Shogoon)
- 2024: Dejavú (mit Oli P)
- 2024: zu nice
- 2024: Sorgen (mit Savvy)
- 2024: Alle Märchen sind gelogen
- 2025: Märchenwald (mit Cro)